# Гамильтон, Ян Стэндиш Монтит
Сэр Ян (Иан) Стэндиш Монтит Гамильтон (англ. Ian Standish Monteith Hamilton, 16 января 1853 — 12 октября 1947) — британский генерал, наиболее известный командованием Средиземноморскими экспедиционными силами во время неудачной для Союзников Дарданелльской операции в ходе Первой мировой войны.

## Биография
Ян Стэндиш Монтит Гамильтон родился 16 января 1853 года на острове Корфу (Керкира).
Его военная карьера началась в 1873 году; он служил в Индии и Африке. 
Во время Англо-бурской войны он был начальником штаба лорда Китченера, но нередко исполнял обязанности и строевого командира; так во главе одного из отрядов, Гамильтон 5 февраля 1902 года потерпел поражение от буров у городка Клиппан, к юго-востоку от Иоганнесбурга.
В 1902 году Ян Стэндиш Монтит Гамильтон был посвящён в рыцари. 

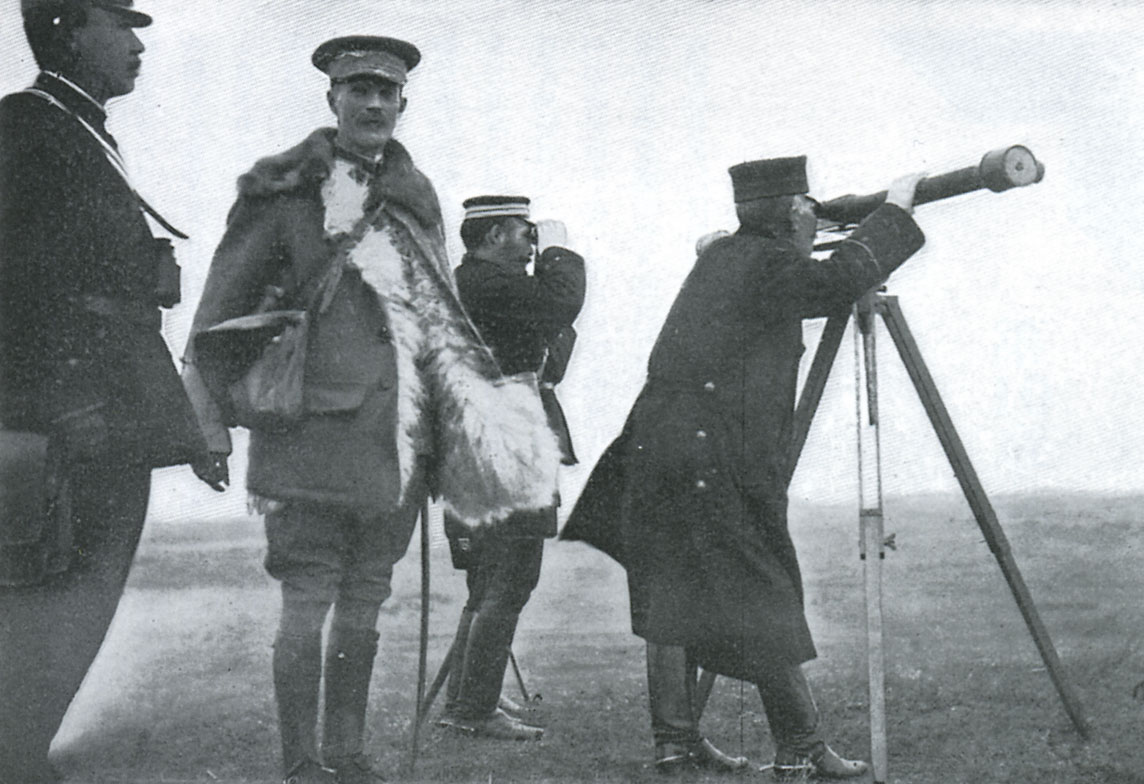
Гамильтон и Куроки
Сражение на реке Шахе (1904 год)

В русско-японскую войну 1904—1905 гг. Гамильтон состоял британским военным агентом при армии Куроки Тамэмото. Результатом его наблюдений явился двухтомный труд: «Записная книжка штабного офицера во время русско-японской войны». Согласно «ВЭС», сочинение Гамильтона, «при всём желании быть беспристрастным, проникнуто японофильской тенденцией, что, однако, не лишает его большого в.-истор. значения». 
Во время Итало-турецкой войны 1911—1912 гг. Гамильтон отправился в Триполи для наблюдения за ходом военных действий со стороны турок.
Во время Первой мировой войны он был назначен Китченером командиром Средиземноморских экспедиционных сил, целью которых было взять под свой контроль полуостров Галлиполи и занять Константинополь. Однако кампания закончилась провалом, в результате чего Гамильтон 16 октября 1915 года был отозван в Лондон; эта неудача практически приостановила его военную карьеру. 
В 1928 году он стал вице-президентом Англо-германской ассоциации и был известен своими прогерманскими настроениями, от которых не отказался даже после прихода к власти в Германии Национал-социалистической немецкой рабочей партии под руководством Адольфа Гитлера.
Сэр Ян Стэндиш Монтит Гамильтон умер 12 октября 1947 года в городе Лондоне.